# L.B. Hansen
Ludvig Bernhard Hansen (L.B. Hansen) (født 25. marts 1856 i Grorud, død 29. november 1933) var en norsk xylograf.
L.B. Hansen virkede i ti år i Stockholm 1878-1888, men vendte så tilbage til Norge, hvor han var meget produktiv. Han har især udført portrætter, både af danskere, svenskere og nordmænd og af historiske personer.

## Portrætter
Oversigten er baseret på de portrætteredes biografier i Dansk Biografisk Leksikon.
| - Gunnar Berg (1894) - Bartholomæus Deichman (1890) - Isak Glückstadt (1909, efter foto) - Frederik V. Hegel (1901) - Johanne Luise Heiberg (1883) - Fini Henriques (1910) - Edvard Holm (1901) - Erik Frederik Barth Horn (1898) - Ludvig Oscar Josephson (1899) - Peter Jerndorff (1910) - Viggo Johansen (1913) - Hack Kampmann (1910, efter foto) - Ivar Knudsen (1913) - Arnold Krog (1910, efter foto) - P.E. Lange-Müller (1911, efter foto) - Niels Lassen (1911) - Margrethe Lendrop (1915) | - Louise af Mecklenburg-Güstrow - Peter Nielsen (1900) - Kristoffer Nyrop (1910) - Sophie Amalie Moth (1874) - Bernhard Olsen (1910, efter foto) - Harald Ostenfeld (1915, efter foto) - Erik Pontoppidan den ældre (1891) - Johannes Poulsen (1910, efter foto) - Olaf Poulsen (1912) - Joakim Skovgaard (1910) - Magdalene Thoresen (1903) - Otto Thott (1893) - Peter Wessel Tordenskiold (1897 og 1901) - Eilert Tscherning (1911) - Henrik Arnold Wergeland (1881) - Kristian Zahrtmann (1914) |

- Et xylografi fra 1893 viser deltagerne i Fram-ekspeditionen